# Indische Buurt (Amsterdam)

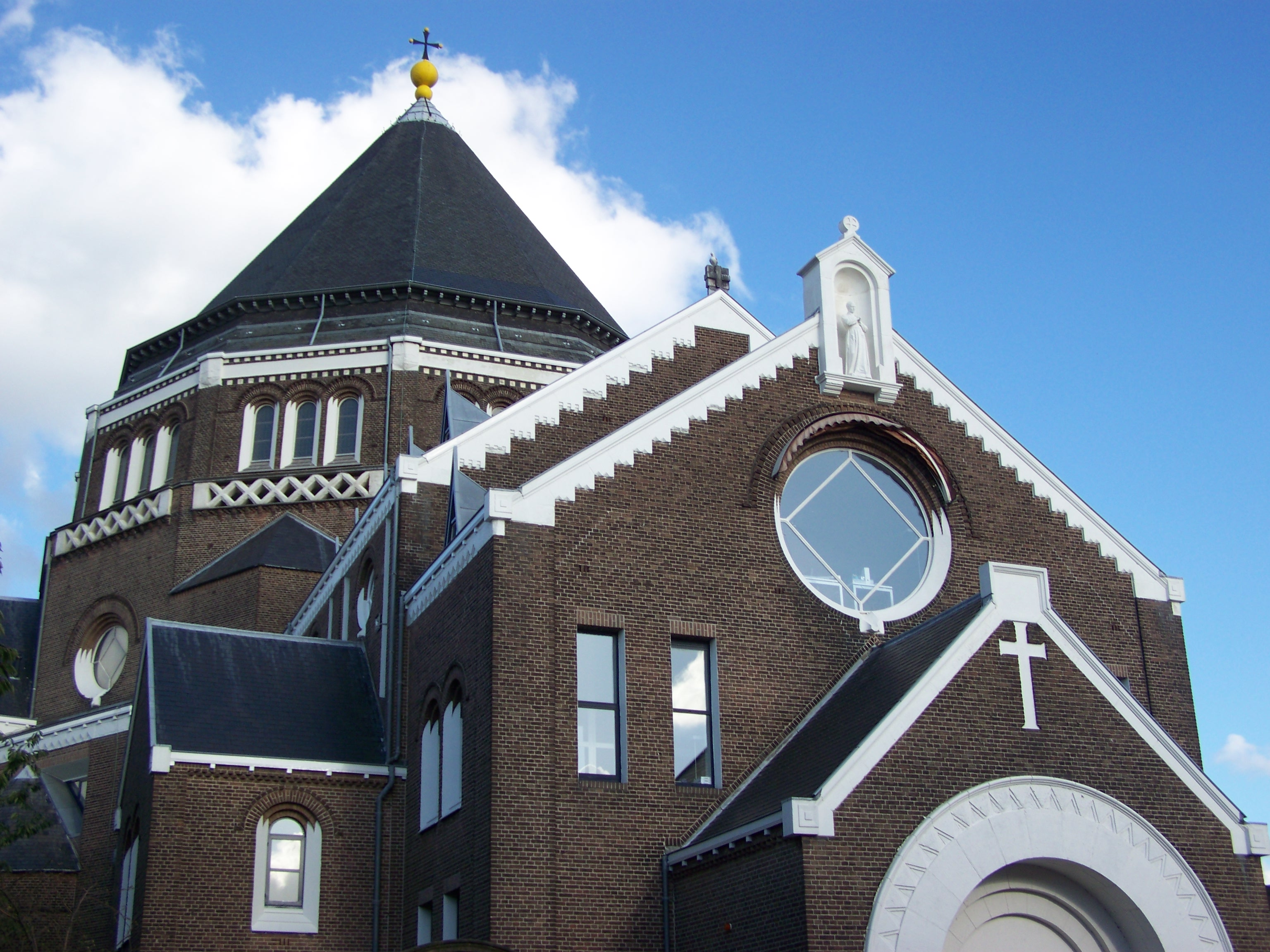
De voormalige Gerardus Majellakerk is een groot kerkgebouw in het midden van de Indische Buurt.

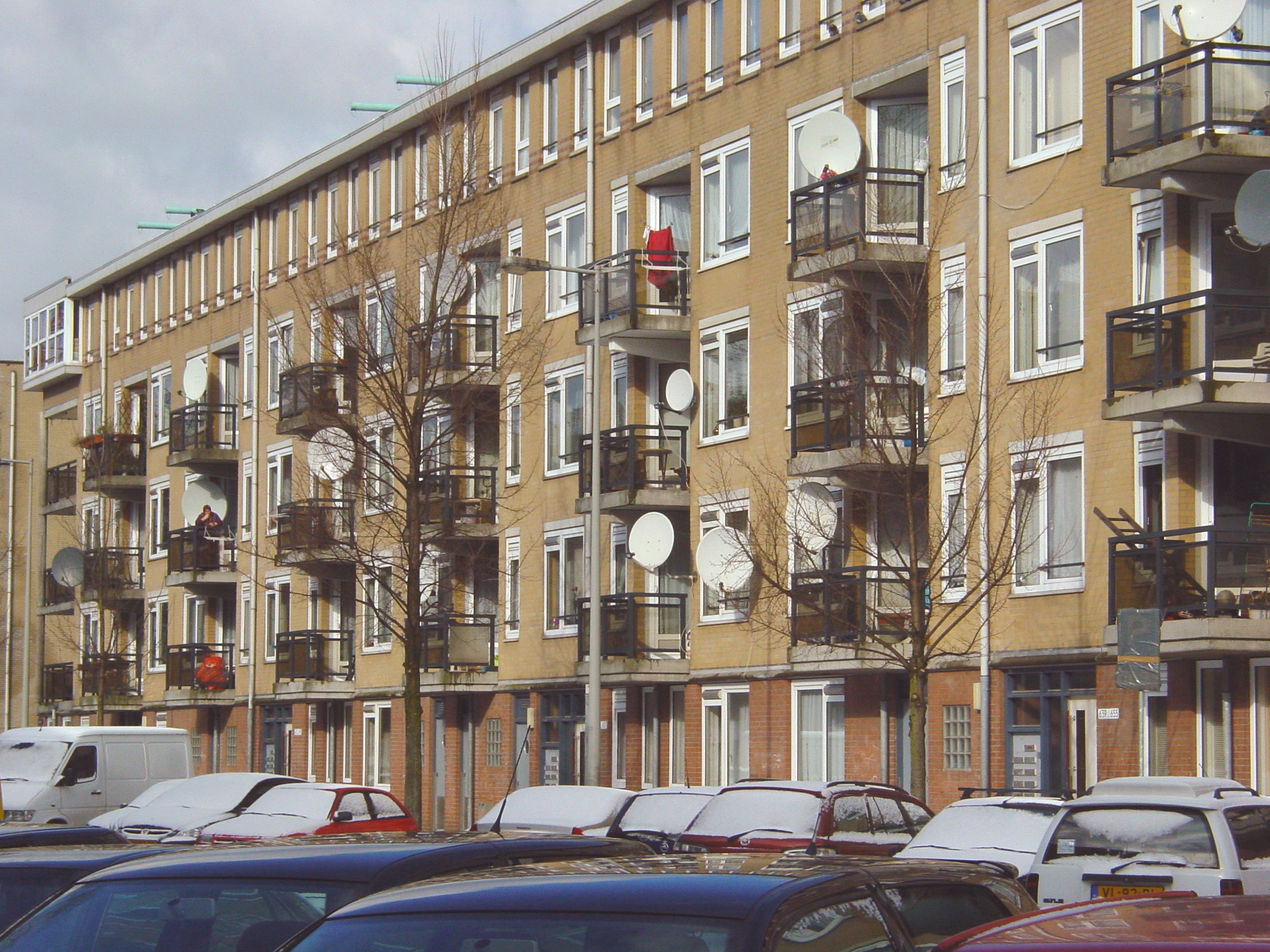
In de jaren 80 en 90 werden grote delen van de Indische Buurt vernieuwd

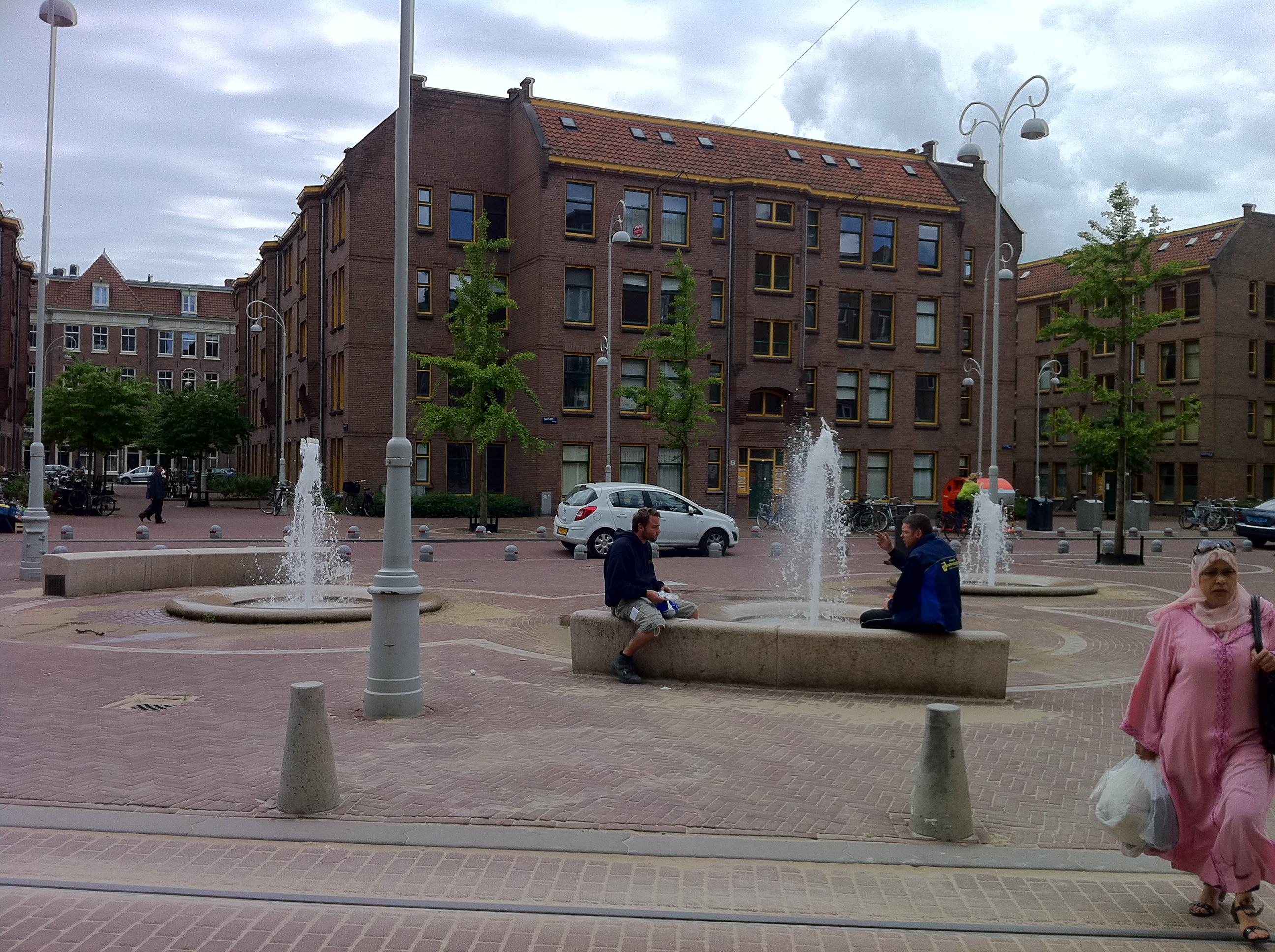
Het middelste Berlageblok is na renovatie verkocht door woningcorporatie Ymere

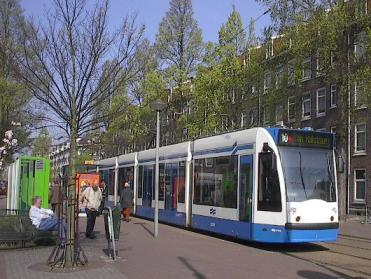
Combino op tramlijn 10 op het voormalige eindpunt Javaplein gereed voor vertrek naar de Van Hallstraat

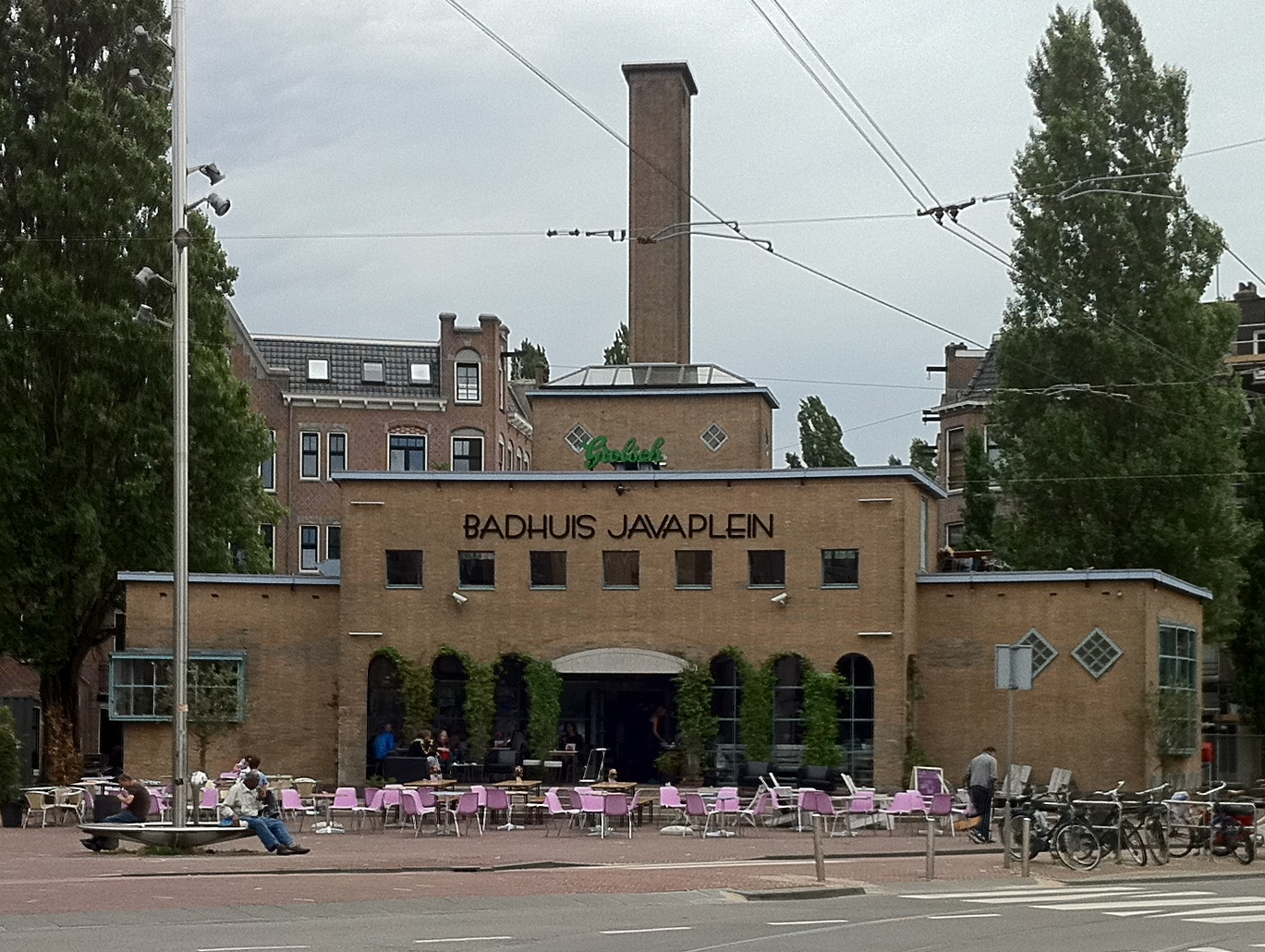
Het badhuis op het Javaplein, verhuurd door woningcorporatie Ymere

De Indische Buurt is een wijk in het stadsdeel Oost van de gemeente Amsterdam, in de Nederlandse provincie Noord-Holland, die stamt uit begin 20e eeuw. De naam verwijst naar de straatnamen die afkomstig zijn van geografische gebiedsnamen, met name eilanden, in het toenmalige koloniale Nederlands-Indië. De eerste straatnamen werden vernoemd in 1900. Soms werd voor de wijk ook de benaming Oost-Indische Buurt gebruikt, zowel ter onderscheiding van de West-Indische Buurt (een wijk bij het Surinameplein in Amsterdam-West) als in de verwijzing naar het gebied waar de straten hun namen aan danken: Nederlands Oost-Indië. Andere namen die de eerste tientallen jaren van de twintigste eeuw regelmatig gebruikt werden voor de huidige Indische Buurt, zijn Archipelwijk, Insulindebuurt en Javakwartier.
In 2015 telde de buurt 22.776 inwoners. De buurt wordt aan de westkant begrensd door de spoorlijn Amsterdam – Hilversum (met het Muiderpoortstation), aan de oostkant door het Flevopark, aan de noordkant door de Zeeburgerdijk en aan de zuidkant door de Ringvaart van de Watergraafsmeer.
De Indische Buurt is onder te verdelen in twee delen: De Indische Buurt Noord en De Indische Buurt Zuid. Beide delen worden gescheiden door de Insulindeweg. Meer dan de helft van de woningen is in eigendom en beheer van drie grote woningcorporaties: Eigen Haard, De Alliantie en Ymere. De Indische buurt is etnisch zeer divers; meer dan de helft van de inwoners heeft ten minste één ouder die in het buitenland is geboren, en er worden naar schatting 100 talen gesproken.

## Geschiedenis
De aanzet tot de wijk werd gegeven eind 19e eeuw, onder invloed van de sterke bevolkingsgroei die Amsterdam daaraan voorafgaand had meegemaakt. Nadat de gemeente Amsterdam in 1896 ook de resterende delen van de Overamstelpolder had geannexeerd van Diemen en Nieuwer-Amstel, werd in 1897 met de ophoging van de polder begonnen en in 1900 met de bouw van het eerste deel van de buurt: het gedeelte tussen Celebesstraat, Borneostraat, Molukkenstraat en Atjehstraat. De tweede bouwfase begon in 1908: in deze fase werd het gedeelte tussen Borneostraat, Zeeburgerdijk en Molukkenstraat aangelegd. De derde bouwfase ten slotte begon in 1921, nadat de gemeente Amsterdam op grote schaal had onteigend. In deze fase werd de rest van de Overamstelpolder volgebouwd en tevens het Zuiderzeepark, sinds 1943 Flevopark aangelegd.
Totdat de spoorlijn bij het Muiderpoortstation eind jaren dertig op een dijklichaam werd gelegd met spoorviaducten tussen de Javastraat en de Eerste van Swindenstraat en Insulindeweg en Wijtenbachtstraat, lag de Indische Buurt relatief geïsoleerd achter de spoorlijn. Vanaf de jaren 60 werd de Amsterdamse haven naar het westen verplaatst en werd de wijk steeds meer een woonwijk. Vanaf de jaren zeventig werd vanwege grootschalige verkrotting veel stadsvernieuwing toegepast en veranderde de bewonerssamenstelling sterk, doordat vroegere bewoners wegtrokken richting buitenwijken en steden als Diemen, Weesp en Almere. Hun plaats werd ingenomen door studenten, krakers en nieuwe Nederlanders. Het oudste bewaard gebleven gebouw in de wijk is de herberg Zeeburg.

## Toekomst
In mei 2007 was er een stadsvernieuwingsproject gaande in de wijk. De Indische Buurt was toen de Amsterdamse wijk waarin de meeste voormalige sociale huurwoningen werden omgezet naar koopwoningen. Door de komst van hotel Stayokay, bioscoop, grand-café restaurant Studio/K en vergader- en conferentiezalencentrum van het IIRE aan het Timorplein 21-82 kreeg de wijk een nieuwe trekpleister, het Timorpleingebouw. In 2008 werd de winkelstraat de Javastraat, het kloppende hart van de Indische Buurt ingericht als nieuwe mediterrane winkel-boulevard. Ook kwam in 2011 op het Javaplein een groot woningblok gereed (gebouw Borneohof) met daarin een grote openbare bibliotheek en restaurant met terrassenpromenade. In 2016 is het woningblok De Smaragd met horecaruimte opgeleverd naast het Muiderpoortstation. Later dat jaar won De Smaragd de Zuiderkerkprijs voor Amsterdamse nieuwbouwprojecten.

## Openbaar vervoer
De tramlijnen 1, 3 en 14 rijden door de Indische Buurt. Lijn 1 heeft zijn eindpunt bij het Muiderpoortstation, lijn 3 bij het Flevopark. Lijn 14 rijdt een lusroute in één richting door de buurt. Van 1940 tot 2004 reed lijn 10 door de Indische Buurt (tot 1980 naar het eindpunt Molukkenstraat) en van 1986-2004 samen met lijn 6, sinds 1998 7 een tegengestelde lus door de buurt. 
De GVB-buslijnen 22, 37, 40 en 65 rijden door de Indische Buurt.
Treinen richting Amsterdam Centraal/Uitgeest, Rotterdam Centraal, Utrecht Centraal/Driebergen-Zeist, Almere Centrum/Oostvaarders en Amersfoort Centraal/Vathorst stoppen op het Muiderpoortstation, dat op de grens met de Dapperbuurt ligt.

## Flevopark
Aan de oostkant van de Indische Buurt ligt het Flevopark. Dit park kreeg concreet vorm vanaf 1908. De natuurkenner Jac. P. Thijsse zette zich in voor een park tussen de Joodse Begraafplaats en het Nieuwe Diep.
In 1914 startte men met de onteigeningsprocedure en vanaf 1921 kwam er geld beschikbaar om de grond in het park geschikt te maken voor het te bouwen park. In 1928 werd met de aanleg van het park begonnen. Bij het park ligt het Flevoparkbad.
Aan de noordkant van het Flevopark bevindt zich de Amsterdamsebrug, in het verlengde ervan ligt de Schellingwouderbrug, onderdeel van de verbinding met Amsterdam-Noord.

## Godsdienst en levensbeschouwing
De Indische Buurt kende begin twintigste eeuw een sterk verzuild samenlevingsverband. De belangrijkste zuilen waren de socialisten, de communisten, de Nederlands-hervormden, de gereformeerden en, de rooms-katholieken en de Joden. Nadat de Joodse Indische Buurt door de vervolging door de nationaalsocialisten in de Tweede Wereldoorlog praktisch volledig was verdwenen, behaalde de CPN (Communistische Partij Nederland) vlak na de oorlog bijna 50% van de stemmen. De christelijke zuilen zouden, met name na het vertrek van veel buurtbewoners naar de tuinsteden, Diemen, Weesp en Almere vanaf eind jaren zestig, sterk afnemen. Ook het communistische en socialistische verenigingsleven is inmiddels volledig verdwenen.
Momenteel zijn de Rooms-katholieke Gerardus Majellakerk aan de Lombokstraat en de PKN Elthetogemeente in de Javastraat nog actief. Een relatief nieuw kerkgenootschap in de buurt is de in het Bavohuis gevestigde UKGR Evangelisch Centrum (Universele Kerk). Nieuw ook zijn de Marokkaanse An Nasr-moskee aan de Celebesstraat en de Turkse Ulu Camii moskee aan de Zeeburgerdijk.

## Cultuur
Aan het Timorplein is het hostel Stayokay Amsterdam Zeeburg gevestigd, met erboven het landelijke hoofdkantoor van Stayokay. Studio/K is met een aparte ingang in hetzelfde gebouw gevestigd, het is een bioscoop, café-restaurant en club van Stichting Onderlinge Studenten Steun Kriterion. Studio/K neemt deel aan het samenwerkingsverband Cineville.